# Лунин, Станислав Олегович
Станисла́в Оле́гович Лу́нин (каз. Станислав Олегович Лунин, настоящее имя Ислам Далаев; 2 мая 1993 — 2 июня 2021) — казахстанский футболист, нападающий. Чемпион и четырёхкратный вице-чемпион Казахстана.

## Карьера

### Клубная

#### «Восток»
Начинал в футбольном клубе «Восток». В 2011 был впервые заявлен за дубль команды. Сыграл всего 4 матча, но забил 3 гола. Во второй половине сезона игрока приглашают играть за основу, и Станислав начинает стабильно играть в команде. Несмотря на свой юный возраст, он меньше чем за полгода, сыграл 17 игр и забил 3 гола. Но «Восток» по итогам чемпионата 2011 вылетел в первую лигу.

#### «Шахтёр»
В феврале 2012 года Лунин стал игроком карагандинского «Шахтёра», которым руководил Виктор Кумыков. За чемпионов страны дебютировал 6 марта в Суперкубке Казахстана, выйдя на замену, но команда уступила шымкентскому «Ордабасы» (0:1) . В чемпионате Казахстана сыграл в первом матче и также вышел на замену. Затем редко появлялся на поле до 12 тура. В матче против «Кайрата» он вышел в стартовом составе и забил свой первый гол за горняков. 1 июня травмировался молодой игрок основного состава Сергей Хижниченко, который являлся главным «лимитчиком» «Шахтёра». После этого обязанности молодого «лимитчика» перешли к Лунину. Он сыграл 15 игр, забил три гола и внёс свой вклад во второе чемпионство «Шахтёра». 3 марта 2013 впервые с «Шахтёром» выиграл Суперкубок Казахстана у «Астаны» (3:2), а 10 ноября 2013 впервые с «Шахтёром» выиграл и Кубок Казахстана у «Тараза» (1:0). Но в чемпионате заняли только 4 место, а 9 марта 2014 проиграли Суперкубок «Актобе» (0:1).

#### «Кайрат»
В июне 2014 года сразу трое «горняков» (Байтана, Ли и Лунин) перешли в «Кайрат». Лучше всех прижился Станислав, провёл до конца сезона 15 игр и помог «Кайрату» завоевать бронзовые медали. За которыми последовали ещё 4 серебряные (2015—2018). Но в декабре 2018 футболист покинул команду.

#### «Иртыш»
В том же месяце подписал годовой контракт с павлодарским «Иртышом». Но в июне 2019 расторг контракт, став свободным агентом.

#### «Шахтёр»
21 августа 2019 года подписал контракт с карагандинским «Шахтёром».
Из-за проблем со здоровьем завершил спортивную карьеру в 2020 году. Умер 2 июня 2021 года от остановки сердца.

### В сборной
В возрасте 18 лет сыграл в сборных командах всех возрастов, кроме главной сборной страны (до 17, до 19, до 21). Свой первый гол футболист забил на 5-й минуте в первом матче Кубка Содружества в январе 2013 года в Санкт-Петербурге. В 2014 году футболист получил приглашение в основную сборную от её главного тренера Юрия Красножана и дебютировал за неё 7 июня в Будапеште в игре против Венгрии (0:3). Вторую игру за сборную сыграл 16 ноября 2014 года в Стамбуле в отборочном турнире ЧЕ-2016 против Турции (1:3).

## Достижения

### Командные
«Шахтёр» (Караганда)
- Чемпион Казахстана: 2012
- Обладатель Кубка Казахстана: 2013
- Обладатель Суперкубка Казахстана: 2013
- Финалист Суперкубка Казахстана: 2012, 2014

 «Кайрат»
- Серебряный призёр чемпионата Казахстана: 2015, 2016, 2017, 2018
- Бронзовый призёр чемпионата Казахстана: 2014
- Обладатель Кубка Казахстана: 2014

## Статистика

### Клубная
| Клуб               | Сезон            | Лига             | Лига  | Лига | Кубки  | Кубки | Кубки | Конт. турниры | Конт. турниры | Конт. турниры | Прочие | Прочие | Прочие | Всего | Всего |
| Клуб               | Сезон            | Сорев.           | Матчи | Голы | Сорев. | Матчи | Голы  | Сорев.        | Матчи         | Голы          | Сорев. | Матчи  | Голы   | Матчи | Голы  |
| ------------------ | ---------------- | ---------------- | ----- | ---- | ------ | ----- | ----- | ------------- | ------------- | ------------- | ------ | ------ | ------ | ----- | ----- |
| Восток             | 2011             | ЧК               | 17    | 3    | КК     | 0     | 0     | -             | -             | -             | -      | -      | -      | 17    | 3     |
| Восток             | Всего            | Всего            | 17    | 3    |        | 0     | 0     |               | -             | -             |        | -      | -      | 17    | 3     |
| Шахтёр (Караганда) | 2012             | ЧК               | 15    | 3    | КК     | 5     | 0     | ЛЧ            | 0             | 0             | СК     | 1      | 0      | 21    | 3     |
| Шахтёр (Караганда) | 2013             | ЧК               | 13    | 0    | КК     | 3     | 0     | ЛЧ+ЛЕ         | 0+2           | 0+0           | СК     | 1      | 0      | 19    | 0     |
| Шахтёр (Караганда) | 2014             | ЧК               | 12    | 0    | КК     | 1     | 0     | ЛЕ            | 0             | 0             | СК     | 1      | 0      | 14    | 0     |
| Шахтёр (Караганда) | Всего            | Всего            | 40    | 3    |        | 9     | 0     |               | 2             | 0             |        | 3      | 0      | 54    | 3     |
| Кайрат             | 2014             | ЧК               | 15    | 0    | КК     | 3     | 0     | ЛЕ            | 3             | 0             | -      | -      | -      | 21    | 0     |
| Кайрат             | Всего            | Всего            | 15    | 0    |        | 3     | 0     |               | 3             | 0             |        | 0      | 0      | 21    | 0     |
| Всего за карьеру   | Всего за карьеру | Всего за карьеру | 72    | 6    |        | 12    | 0     |               | 5             | 0             |        | 3      | 0      | 92    | 6     |

### В сборной
| Матчи и голы Станислава Лунина за сборную Казахстана | Матчи и голы Станислава Лунина за сборную Казахстана | Матчи и голы Станислава Лунина за сборную Казахстана | Матчи и голы Станислава Лунина за сборную Казахстана | Матчи и голы Станислава Лунина за сборную Казахстана | Матчи и голы Станислава Лунина за сборную Казахстана | Матчи и голы Станислава Лунина за сборную Казахстана |
| №                                                    | Дата                                                 | Место проведения                                     | Соперник                                             | Счёт                                                 | Голы                                                 | Соревнование                                         |
| ---------------------------------------------------- | ---------------------------------------------------- | ---------------------------------------------------- | ---------------------------------------------------- | ---------------------------------------------------- | ---------------------------------------------------- | ---------------------------------------------------- |
| 1                                                    | 7 июня 2014                                          | Венгрия, Будапешт, «Ференц Пушкаш»                   | Венгрия                                              | 0:3                                                  | —                                                    | Товарищеский матч                                    |
| 2                                                    | 16 ноября 2014                                       | Турция, Стамбул, «Тюрк Телеком Арена»                | Турция                                               | 1:3                                                  | —                                                    | Отборочный матч ЧЕ-2016                              |

Итого: 2 матча / 0 голов; 0 побед, 0 ничьих, 2 поражения.